# Herman Daly
Herman Edward Daly, född 21 juli 1938 i Houston, Texas, död 28 oktober 2022 i Richmond, Virginia, var en amerikansk ekologiskt inriktad nationalekonom.
Daly var en av grundarna av ekologisk ekonomi och en kritiker av klassisk tillväxtteori. Daly studerade i sin forskning relationen mellan ekonomi och miljö, men också relationen mellan ekonomi och etik. Istället för en tillväxtekonomi argumenterade han för en ekonomi som inte växer, och uppmärksammade problem med överbefolkning.

## Politiska och ekonomiska ståndpunkter

### Miljö och tillväxt
Daly hade samma åsikt som stora delar av miljörörelsen i tillväxtfrågan. Det vill säga att det är omöjligt med tillväxt i längden, även om vi tar hänsyn till utvecklingen mot lägre resursförbrukning per producerad enhet, miljöfördelarna med en tjänstebaserad ekonomi vs en varubaserad ekonomi o.s.v. Han ser också, i likhet med miljörörelsen, att ekonomin är ett subsystem till naturen (och kritiserar traditionella ekonomer för att tänka tvärtom). Han har jämfört med jorden, som i sig självt är en "steady state". Detta eftersom den inte tillväxer, eftersom inflödet av energi är lika med utflödet och eftersom både in- och utflöde av materia är försumbart. Detta faktum gör dock inte att jorden som system eller ekosystem betraktat är statiskt. En hel del kvalitativa förändringar kan äga rum, och har de facto ägt rum, på jorden. Det mest uppenbara under de senaste seklerna är att subsystemet "ekonomin" har expanderat ofantligt. Detta har gjort systemet som sådant (naturen/jorden) allt mer beroende av att det ekonomiska subsystemet håller sig "inom naturens ramar".